# 阿扎诺-达斯蒂
阿扎诺-达斯蒂（義大利語：Azzano d'Asti），是意大利阿斯蒂省的一个市镇。总面积6.43平方公里，人口420人，人口密度65.3人/平方公里（2009年）。ISTAT代码为005006。